# Programa Nacional de Melhoria do Acesso e da Qualidade da Atenção Básica
O Programa Nacional de Melhoria do Acesso e da Qualidade da Atenção Básica (PMAQ-AB) é uma iniciativa do Ministério da Saúde que tem o objetivo de ampliar o acesso e melhorar a qualidade dos serviços de atenção primária à saúde do Sistema Único de Saúde. Instituído pela Portaria nº 1.654 GM/MS, de 19 de julho de 2011, trata-se de uma metodologia de avaliação do desempenho do sistema, englobando os três níveis de governo (federal, estadual e municipal).
O PMAQ-AB sofreu inúmeras alterações ao longo do tempo, mas originalmente apresentava a seguinte organização. A adesão ao programa era voluntária e estava baseada na contratualização de compromissos e indicadores entre equipe de saúde da família (eSF), gestores locais e o Ministério da Saúde. A partir de então, as eSF passavam a desenvolver ações que objetivavam alcançar os compromissos firmados, passando por processos de autoavaliação, monitoramento, educação permanente e apoio institucional. A seguir, era prevista uma avaliação externa que se baseava tanto no desempenho do acesso e da qualidade a partir da análise dos indicadores contratualizados, como também na verificação de padrões de qualidade no próprio local, através da aplicação de um instrumento com esta finalidade. Esta avaliação externa era conduzida por instituições de ensino e pesquisa que emitiam uma classificação sobre o desempenho de cada equipe e, por fim, a certificação.
O rendimento das equipes nesta avaliação era determinante sobre o montante que os municípios receberiam através do Piso da Atenção Básica (PAB). O PAB era um recurso destinado exclusivamente à atenção básica e transferido de forma regular e automática diretamente do Fundo Nacional de Saúde para os fundos municipais. Tinha um componente fixo (PAB Fixo) que era calculado com base em indicadores econômicos e sócio-demográficos estimados pelo Instituto Brasileiro de Geografia e Estatística e um componente variável (PAB Variável), relacionado à adesão dos municípios a uma série de programas e estratégias do Ministério da Saúde e, a partir de 2011, também ao desempenho no PMAQ-AB.
A reformulação do modelo de financiamento da atenção básica pelo Ministério da Saúde, através do Programa Previne Brasil, publicado na Portaria nº 2.979 GM/MS, de 12 de novembro de 2019, extinguiu o Piso da Atenção Básica (fixo e variável), e adotou como critérios para o cálculo dos repasses a capitação ponderada, o pagamento por desempenho e o incentivo para ações estratégicas. A nova regulamentação não incluiu os resultados do PMAQ-AB entre os seus critérios, descontinuando o programa.